# Głuchaja Łochta
Głuchaja Łochta (ros. Глухая Лохта) – wieś w Rosji, w rejonie czerepowieckim obwodu wołogodzkiego. W 2010 liczyła 7 mieszkańców.